# Heterormista
Heterormista is een geslacht van vlinders van de familie spinneruilen (Erebidae), uit de onderfamilie Calpinae.

## Soorten
- H. fulvitaenia Warren, 1903
- H. modesta Swinhoe, 1901
- H. psammochroa Lower, 1903